# Sangaris albida
Sangaris albida là một loài bọ cánh cứng trong họ Cerambycidae.